# 撒拉威阿拉伯民主共和國總理
撒拉威阿拉伯民主共和国总理是撒拉威阿拉伯民主共和国政府首脑。
撒拉威阿拉伯民主共和国（西撒哈拉）在1976年2月27日設立的总理，其国家大部分被摩洛哥控制，目前世界上已有49个联合国成员国予以承认。

## 列表
| 代 | 名                            | 就任           | 退任           | 政党           | 備注 |
| -- | ----------------------------- | -------------- | -------------- | -------------- | ---- |
| 1  | 穆罕默德·拉明·乌尔德·艾哈迈德 | 1976年3月5日   | 1982年11月4日  | 波利萨里奥阵线 | 1任  |
| 2  | 马赫福兹·阿里·贝巴            | 1982年11月4日  | 1985年12月18日 | 波利萨里奥阵线 | 1任  |
| 3  | 穆罕默德·拉明·乌尔德·艾哈迈德 | 1985年12月18日 | 1988年8月16日  | 波利萨里奥阵线 | 2任  |
| 4  | 马赫福兹·阿里·贝巴            | 1988年8月16日  | 1993年9月18日  | 波利萨里奥阵线 | 2任  |
| 5  | 布什拉亚·哈穆迪·巴尤恩        | 1993年9月19日  | 1995年9月8日   | 波利萨里奥阵线 | 1任  |
| 6  | 马赫福兹·阿里·贝巴            | 1995年9月8日   | 1999年2月10日  | 波利萨里奥阵线 | 3任  |
| 7  | 布什拉亚·哈穆迪·巴尤恩        | 1999年2月10日  | 2003年10月29日 | 波利萨里奥阵线 | 2任  |
| 8  | 阿卜杜勒-卡迪尔·塔利卜·奥马尔 | 2003年10月29日 | 2018年2月4日   | 波利萨里奥阵线 |      |
| 9  | 穆罕默德·瓦利·阿齊            | 2018年2月4日   | 2020年1月13日  | 波利萨里奥阵线 |      |
| 10 | 布什拉亚·哈穆迪·巴尤恩        | 2020年1月13日  | 现任           | 波利萨里奥阵线 |      |